# Lopburi (rivière)
Pour les articles homonymes, voir Lopburi (homonymie).
La Lopburi (thaï แม่น้ำ ลพบุรี) est un des bras de la Chao Phraya en Thaïlande centrale. Elle se sépare du fleuve dans le tambon de Bang Phutsa, dans la province de Singburi. Elle traverse le district de Tha Wung et la ville de Lopburi avant de rejoindre la Pa Sak juste avant que celle-ci se jette dans la Chao Phraya : les trois cours d'eau délimitent un espace rectangulaire, où a été fondée au XIVe siècle la ville d'Ayutthaya. Sa longueur est d'environ 95 kilomètres.

Carte d'Ayutthaya : La Lopburi se jette dans la Pa Sak en haut à droite. La Pa Sak se jette dans le Chao Phraya en bas à droite.

- (en) Cet article est partiellement ou en totalité issu de l’article de Wikipédia en anglais intitulé « Lopburi River » (voir la liste des auteurs).